# Schizoturanius salairicus
Schizoturanius salairicus är en mångfotingart som först beskrevs av Gulicka 1963.  Schizoturanius salairicus ingår i släktet Schizoturanius och familjen plattdubbelfotingar. Inga underarter finns listade i Catalogue of Life.